# 奥斯卡·佩雷罗·西奥

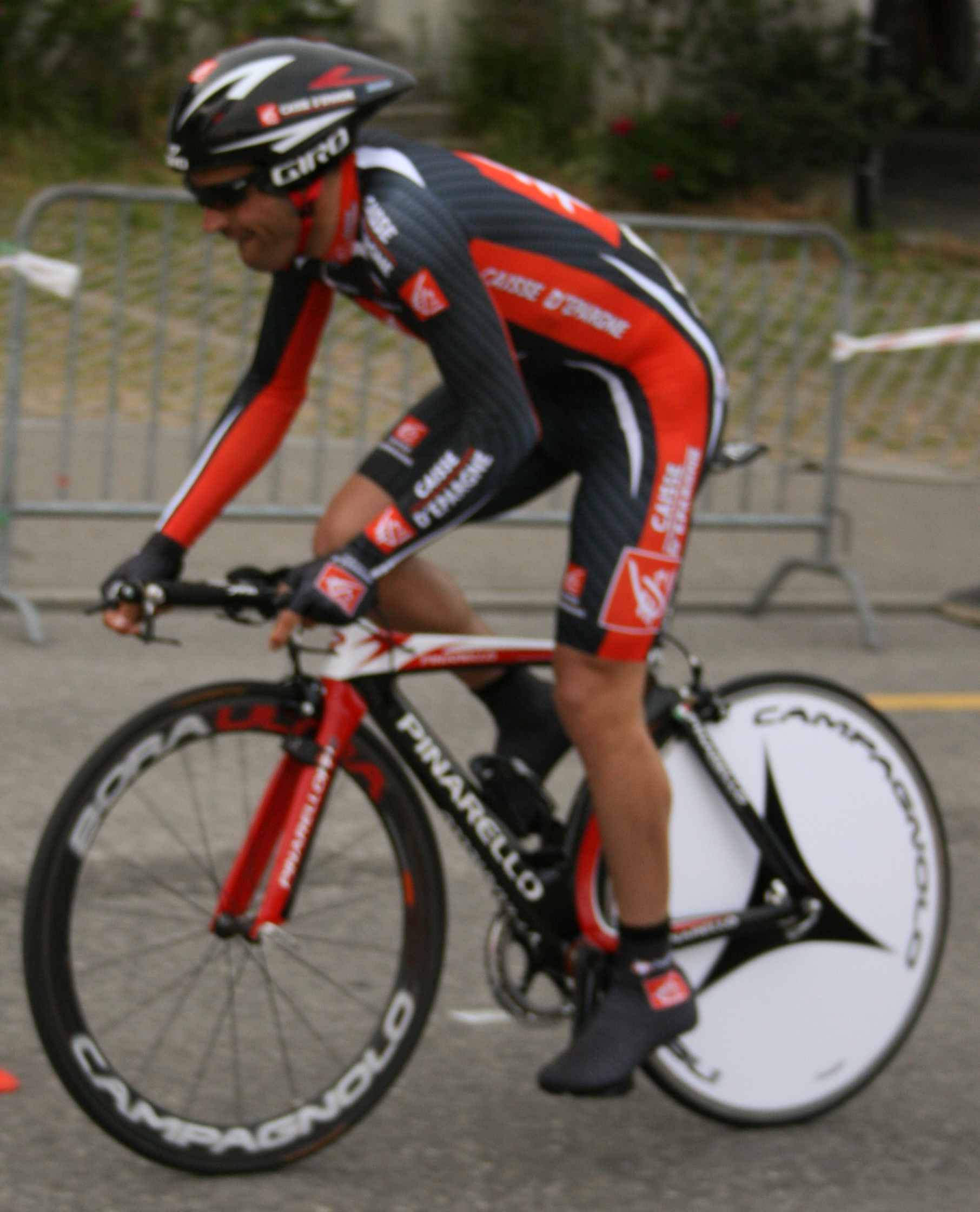
奥斯卡·佩雷罗·西奥

奥斯卡·佩雷罗·西奥（1977年8月3日—），西班牙前职业公路自行车运动员。在2006年环法自行车赛的后半段，他和弗洛伊德·兰迪斯竞争，两人交替穿着黄衫。在倒数第二赛段的个人计时赛上，兰迪斯反超佩雷罗59秒，锁定环法总冠军。但随后兰迪斯被验出使用禁药，佩雷罗因此递补为2006年环法总冠军。佩雷罗于2010年退役后曾参加西班牙低级别足球联赛的比赛。